# Maik Franz
Maik Franz és un futbolista alemany. Va començar com a futbolista al SV Langenstein.
Franz va néixer a Merseburg, Alemanya de l'Est, i va créixer a Langenstein, Saxònia-Anhalt, prop de Halberstadt, on va començar la seva carrera futbolística, i es va unir a 1. Divisió juvenil del FC Magdeburg l'estiu de 1998. Com a part de l'equip A-Youth, Franz va guanyar la DFB-Youth-Cup el 1999.
Franz va jugar a la defensa de 1. FC Magdeburg fins al 2001, quan es va traslladar al VfL Wolfsburg, on va jugar la mateixa posició a la Lliga alemanya de futbol. A Wolfsburg, Franz es va distingir per la seva forta entrada, guanyant el 63 per cent dels seus reptes, convertint-lo en el millor jugador del club en aquest sentit. Va jugar 91 partits de la Bundesliga durant la seva estada a Wolfsburg, marcant dos gols.
El juliol de 2006 Franz es va transferir al 2. Bundesliga, unint-se al Karlsruher SC. Juntament amb Mario Eggimann, va formar la defensa central de l'onze titular del Karlsruhe, i amb la seva experiència a la Bundesliga, va tenir un paper crucial en l'ascens del club a la màxima categoria. Després d'un bon començament a la temporada 2008-09, tant per a Franz com per al seu club, va ampliar el seu contracte fins al 2011. Després que Eggimann es traslladés a l'Hannover 96 l'estiu de 2008, Franz es va fer càrrec del braçalet de capità al Karlsruher SC. .
Després d'haver patit una greu lesió al peu dret l'octubre de 2008, Franz es va haver de sotmetre a una intervenció quirúrgica al gener de l'any següent i no va poder jugar durant tres mesos. L'abril de 2009, va celebrar la seva remuntada en un partit a casa contra el 1899 Hoffenheim.
Després que el KSC descendís al final de la temporada 2008-09, Franz va signar un contracte amb l'Eintracht Frankfurt, vàlid només per a la Bundesliga. Quan l'Eintracht Frankfurt també va baixar anys més tard, Franz i el club no van poder pactar un contracte que també fos vàlid per a la 2a divisió.
El 24 de juny de 2011 Hertha BSC va anunciar que havia signat Franz amb un contracte de tres anys, però a causa de lesions freqüents, només va fer set aparicions en la seva primera temporada a Berlín.
El 6 de febrer de 2014 Franz va ser desplaçat a l'Hertha BSC II.